# Bukowie (powiat ostrowiecki)
Bukowie – wieś w Polsce, położona w województwie świętokrzyskim, w powiecie ostrowieckim, w gminie Kunów.
| SIMC    | Nazwa       | Rodzaj    |
| ------- | ----------- | --------- |
| 0247025 | Kozia Ulica | część wsi |
| 0247031 | Od Waśniowa | część wsi |
| 0247048 | Średnia     | część wsi |

Było wsią biskupstwa krakowskiego w województwie sandomierskim w ostatniej ćwierci XVI wieku.
W latach 1954–1961 wieś należała i była siedzibą władz gromady Bukowie, po jej zniesieniu w gromadzie Chocimów. W latach 1975–1998 miejscowość administracyjnie należała do województwa kieleckiego.